# Він знову тут (роман)
Він зно́ву тут (нім.  Er ist wieder da, англ.  Look Who’s Back) — дебютний роман німецького журналіста Тімура Вермеша. Мовою оригіналу книга вийшла 2012-го, продано понад 1 млн екземплярів. Англійською мовою твір перекладено 2014 року. Твір тримав екранізацію 2015 року.

## Сюжет
2011 року в одному з дворів Берліна приходить до тями Адольф Гітлер. Він не пам'ятає, як потрапив до майбутнього, і спершу навіть не усвідомлює, що перебуває в іншому часі. 
Йому незрозуміло, чому немає бомбардувань, його ніхто не впізнає, а навколо повно мігрантів. Невдовзі він помічає газетний кіоск і усвідомлює, що вже XXI століття. Тимчасовий дах над головою йому надає кіоскер, який прийняв Гітлера за актора-безхатченка. Невдовзі Гітлера помічають продюсери й роблять з нього зірку Youtube та телебачення.

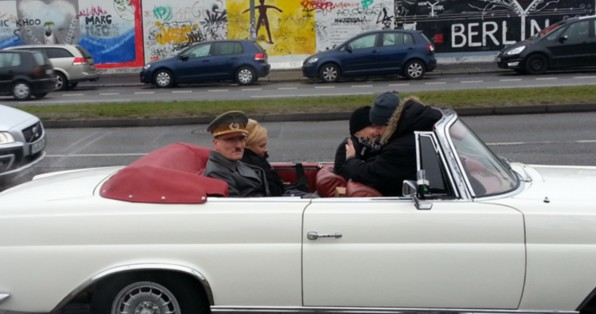
Кадр з фільму-екранізації роману. Берлін, листопад 2014-го.

## Цікаві факти
- Назва книги співзвучна з назвою німецького шлягеру 1965 року «Er ist wieder da», у виконанні співачки Маріон Мерц, який згадується у творі.
- За книгою знято однойменний фільм, прем'єра відбулася 2015 року. Головну роль зіграв актор Олівер Мазуччі.

## Оцінка критиків
Журналіст Jewish Daily Forward, Гавріел Рознфельд описав роман як «фарс», але з «моральним повідомленням». Гітлера показано як людину, а не монстра, це на думку журналіста допомагає краще пояснити, чому Німеччина повернула в бік нацизму. Проте, автор нагадує, що існують ризики, бо читачі можуть «сміятися не тільки з Гітлера, але і разом з ним». 
Автор з Süddeutsche Zeitung, Корнелія Фідлер стверджувала, що успіх книги можна пов'язати не з її літературними перевагами, а з тим, ким насправді був Адольф Гітлер. Фокусування на Гітлері як людині або як комічній фігурі або як втіленні зла може завадити розумінню історичних фактів. 